# Carl Siegismund von Nimptsch

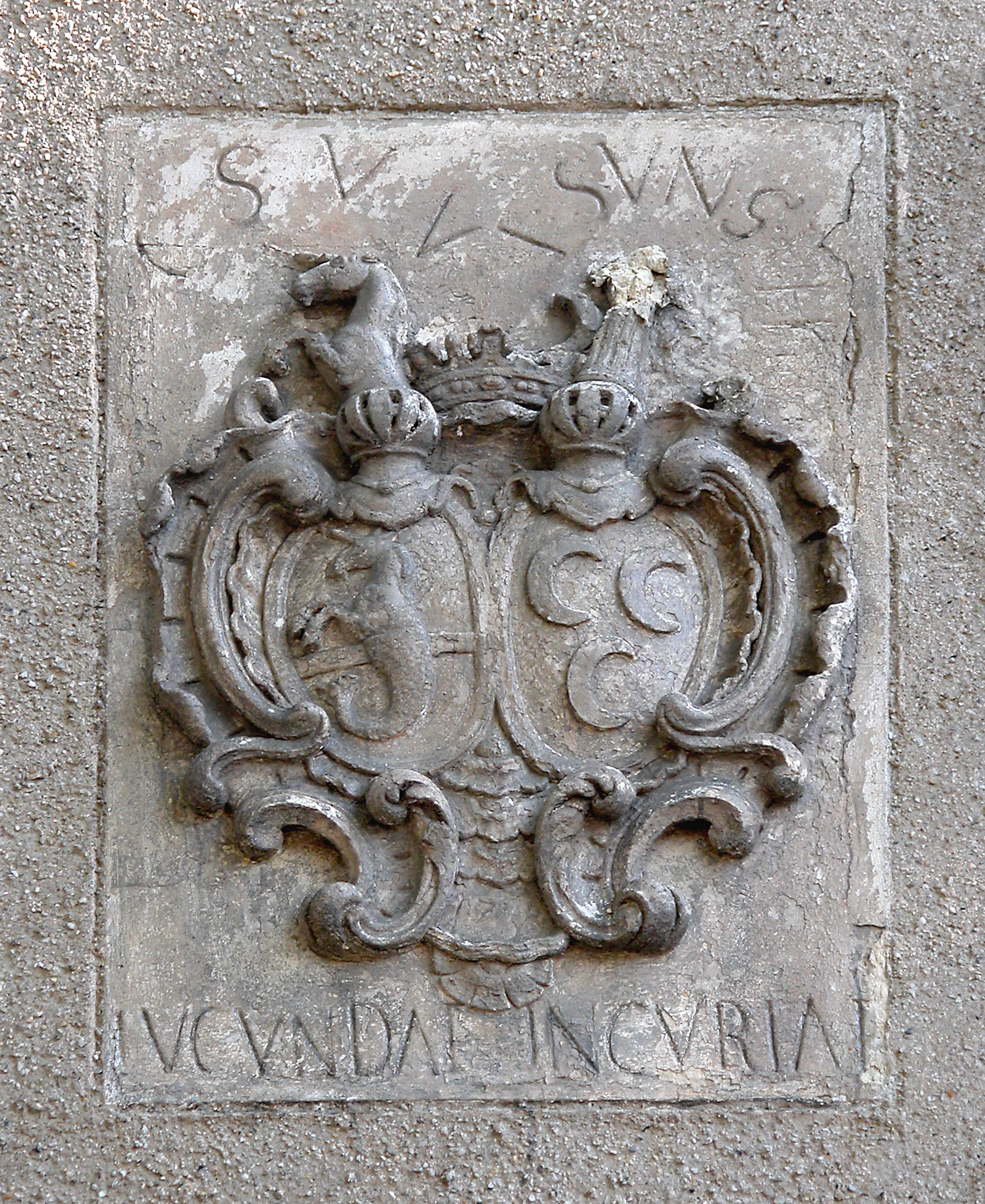
Schloss Roßthal, Wappen der Familie Nimptsch

Carl Siegismund von Nimptsch (* 1697 in Wickersrode; † 19. Dezember 1773) war Königlich Polnischer und Churfürstlich Sächsischer Kammerherr und Direktor der Meißner Porzellanmanufaktur.

## Leben
Carl Friedrich, der ab 1733 mitregierende Sohn von Herzog Ernst Ludwig von Sachsen-Meiningen war Musikliebhaber. Sein Erzieher, Hofrat Carl Siegismund von Nimptsch, wurde später sein „maître de plaisier“. Carl Friedrich ließ sich von Nimptsch Musikalien aus Dresden, Kassel und Berlin beschaffen, Divertissiments und Sinfonien ließ er von ihm abschreiben.
Seit 1736 besaß die Familie das Gut Roßthal, und 1740 erwarb Friederike Sidonie von Nimptsch das Rittergut in Pesterwitz. 1742 fiel das kurz vorher erbaute hölzerne Carlshäuschen an der Stelle der jetzigen Begerburg einem Unwetter zum Opfer. Der neu errichtete Steinbau wurde bereits nach drei Jahren 1745 während der Schlacht bei Kesselsdorf zerstört. Auch der erneute Nachfolgebau wurde durch kriegerische Handlungen im Jahr 1759 während des Siebenjährigen Krieges vernichtet. 1742 schmückte man den Schlosspark mit Wasserkünsten, Grotten und Vexierspiegeln. Nimptsch ließ im gleichen Jahr den Turm des Schlosses um 40 Stufen erhöhen.
Er gründete 1745 zusammen mit Magdalena Isabella von Polenz die Döhlische Steinkohlengewerkschaft. 128 Kuxe wurden an sechs Gewerken ausgegeben (siehe Weißeritztal). Die Gewerken waren außer den Gründern: Phillip Friedrich Beier, der Hofrat und Leibmediziner Franziskus Friedrich Tittmann zu Dresden, Gottfried Heinrich ?ruckeritz und Herr von Wuntzsch. Der Arzt und Naturforscher Christian Friedrich Schulze wurde von ihm gefördert und veröffentlichte 1754 und 1755 zwei Arbeiten über Versteinerungen in der Steinkohle, die offensichtlich auf Augenschein beruhten.
1747 ist er als geheimer Cammerrat und Cammerherr auf einem Deckelpokal aus dem Dresdner Ratsschatz erwähnt.
1760 wurde er als Ko-Direktor der Porzellanmanufaktur neben Georg Michael Helbig und 1763 durch den sächsischen Konferenzminister Detlev Carl von Einsiedel (1737–1810) zum Direktor der Porzellanmanufaktur Meißen verpflichtet.

## Familie
Er war mit Friderike Sidonie geb. von Hanstein verheiratet, mit der er einen Sohn hatte:
- Carl Albrecht von Nimptsch[9], Gründer von Neunimptsch